# أنخيلا سيرنا

أنجيلا سيرنا (بالإسبانية: Ángela Serna)‏، شاعرة ومترجمة إسبانية من مواليد مدينة شلمنقة أو سلمانكا (بالإسبانية: Salamanca)‏ بـأسبانيا وهي تعيش في فيتوريا-غاستايز حيث تعمل أستاذة في جامعة إقليم بلاد الباسك. تميزت بتجربة شعرية تستند على الكلمة ولكن أيضاً على مؤثرات البصر والصوت. كما انتمت إلى دائرة الشعراء المناهضين للحرب وكمترجمة عملت على نقل أشعار أوروبية وعربية مهاجرة إلى اللغتين الإسبانية والإنكليزية.

## مسيرتها
خصصت أنجيلا سيرنا موضوع أطروحتها لنيل الدكتوراه عن «الإجراءات المكانية في أعمال غوستاف فلوبير- الأبعاد الجديدة النص والصورة». كما بادرت بنشر مجلة تاكستورا  ومن ثم بإدارة تحرير هذه المجلة. وتساهم إضافة إلى ذلك في تحرير بعض المجلات ومواقع الويب في إسبانيا وخارجها... كما حظيت قصائدها بالترجمة إلى الإنكليزية والفرنسية والإيطالية، والكَتلانيّة... 

## أعمال منشورة

### مجاميع شعرية
- أحرف العلة آكلة لحم البشر / Vocaníbales، صدر ضمن انطولوجيا شعرية، عن آرتوراجين Arteragin، 1997
- شعرية مرئية / Poétrica visualizable، عن غالا نانيريس 1996 Gala Naneres،
- الفخار/ Alfahar، عن «مواصفات الرؤية»، العدد 15، منشورات بابل Babilonia، 2001
- على الجانب الآخر من المرآة / Del otro lado del espejo، (سنة 1999 حصلت على جائزة Ciutat Benicarló) صدر عن مجموعة إسبنيلا الشعرية، Benicarló، 2000
- مراحل قمر المحاق/ Fases de Tumiluna، عن آرتي آكتيفو Arte Activo، 2002
- سيكون غدا (في غرفة أخرى) / Luego será mañana en otra habitación، عن Serna-Basoa، 2006
- على مقربة من الهواء/Vecindades del aire، عن آرتي آكتيفو Arte Activo، سلسلة منهير Menhir، 2006
- من الخلود إلى الأبد/ De eternidad en eternidad، منشورات لابالما La Palma سلسلة وزارة الجو، مدريد، 2006
- ملاحظات من أجل لحن قادم / Apuntes para una melodía futura، منشورات 4 أغسطس ediciones del 4 de agosto، الكوكب السري Planeta clandestino العدد 42، لوجرونو (بالإسبانية: Logroño)‏، 2007.
- تغيرات/ توزيعات (Variaciones/Variazioni)، مقطع الشاعر، غاييتا (بالإسبانية: Gaeta)‏، إيطاليا، 2007، ترجمة يوزيبي نابوليتانو Giuseppe Napolitano

### ضمن انطولوجيات
نشرت قصائدها في العديد من الانطولوجيات الأدبية، ومنها: 
- مختارات من الشعر الأسباني المرئي إلى الألفية الجديدة، عن Arteragin، فيتوريا، 1999، من إعداد خوسيه كارلوس بيلتران، وتقديم أنجيلا سيرنا.
- الكلمة المتخيلة/ La palabra imaginada (مختصر الشعر الأسباني المرئي)، بتنسيق من انطونيو غوميز وخوان ريكاردو مونتانا، مقاطعة باداخوز، نيسان / أبريل 1999.
- اللون في الشعر المرئي/ El color en la poesía visual، تأليف خوسيه كارلوس بيلتران، سلسلة «أيقونات» ضمن «إعلام وإنتاج» مدريد (ISBN. 84-89839-5)
- معجم المؤلفين (1965-2000)، من وضع خوسيه ساريا José Sarria، منشورات كورونا ديل سور (ISBN. 84-95288-76-1)، مالقة 2001 (بالإسبانية: Málaga)‏،
- الانطولوجيا العالمية للشعر المرئي، فرانسيسكو بيرالتا، منشورات كورونا ديل سور (ISBN 84-95288-94-X)، مالقة 2001
- «مسحوق أبيض»/ Pólvora blanca اسم انطولوجيا للشعراء من أجل السلام ومناهضة الحرب، عن «الجمعية المفتوحة لشعراء قرطبة»، قرطبة، 2003
- التجربة الشعرية الأسبانية (1963-2004) - مختارات، مدريد عام 2004. (ISBN 84-95509-66-0)
- الكلمة المسحوبة/ El verbo descerrajado، مختارات من قصائد للتضامن مع السجناء السياسيين في شيلي، منشورات أبوستروف Apostrophes، شيلي، 2005 (ISBN 956-8230-19-X)
- مختارات من الشعراء المناهضين للعنف ضد المرأة، قرطبة، 2006. (ISBN 84-611-0596-6)
- آيات من أجل الحرية/ Versos para la libertad، منشورات كورونا دال سور، Corona del Sur، مالقة، مالقة،2007. ص. 61 ((ردمك 978-84-96625-67-9))

## مشاركات
- من 1996 إلى 2002 شاركت أنجيلا سيرنا في 4 ندوات حول «الكتابة الإبداعية» إضافة إلى العديد من الأنشطة ذات صلة بالشعر وبالشعر المرئي
- عام 2003 شاركت في ندوة بعنوان «اللغات الفنية الوسيطة»
- عام 2005 قامت بتنظيم الملتقى الدولي الثامن للنساء الشاعرات.
- عام 2005 دعيت إلى المهرجان الشعري المرموق «أصوات البحر الأبيض المتوسط» لوديف (بالإسبانية: Lodève)‏، فرنسا.
- منذ عام 2005، قامت بتنظيم مسابقتين للشعر في فيتوريا Vitoria (الأولى إلى المراهقين، والثانية للأشخاص فوق 55 سنة).
- عام 2007 شاركت في «الملتقى الأول للشعراء» تحت عنوان «لون الكلام» في لوجرونو (بالإسبانية: Logroño)‏ (أسبانيا).
- عام 2008 شاركت في مهرجان «أصوات البحر الأبيض المتوسط» في إيطاليا.
- عام 2006 وصلت إلى نهائي السباق لنيل جائزة أنخيل ميغيل بوزانكو بقصيدة عنوانها «تنويعة عزف على طبلة»
- شاركت كعضو لجنة تحكيم في مسابقات شعرية مثل المسابقة الشهيرة «آرنستينا دو شامبورسان» (بالإسبانية: Ernestina de Champourcín.)‏

## ترجمات
قامت أنجيلا سيرنا بترجمة:
- «وصف القديس مرقس»، لكاتبه ميشال بوتور، منشورات باساري Bassari، فيتوريا (بالإسبانية: Vitoria)‏ 2000.
- أشعار ماري كلير بانكار (بالفرنسية: Marie-Claire Bancquart)‏، جان ميشيل مولبوا (بالفرنسية: Jean-Michel Maulpoix)‏، وجوزيان دو جازو- بيرجيه وأمينة سعيد...